# Lyman Knapp
Pour les articles homonymes, voir Knapp.
Lyman Enos Knapp, né le 5 novembre 1837 et mort le 9 octobre 1904, est un journaliste et homme politique républicain américain. Il est gouverneur du district de l'Alaska entre 1889 et 1893.